# Новоизобретённые корабли

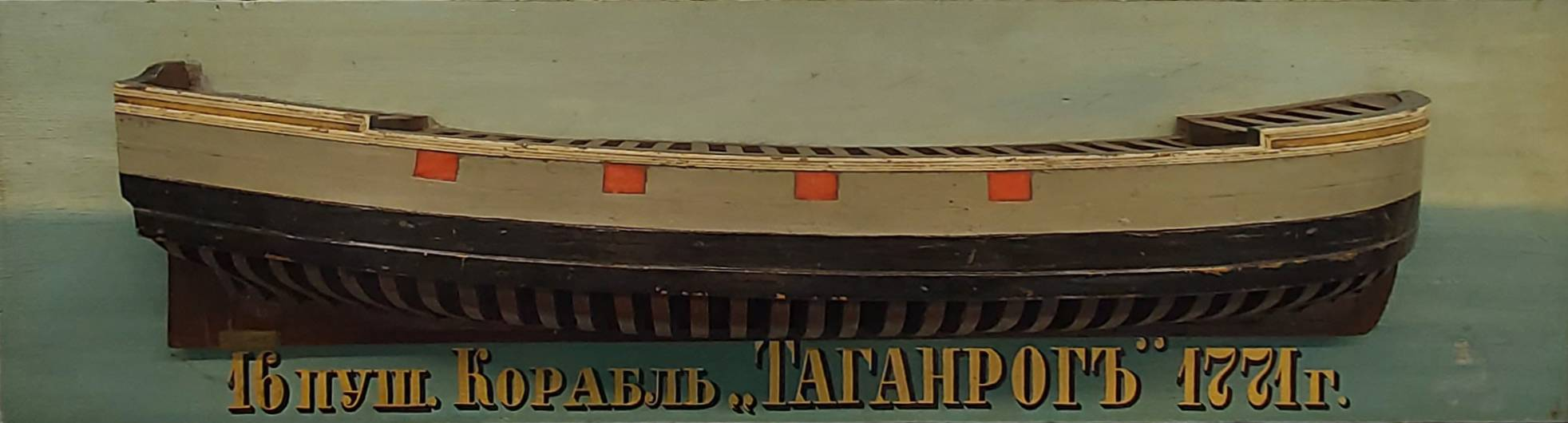
Полумодель корабля «Таганрог» из коллекции ЦВММ

Новоизобретённые корабли — класс парусных кораблей, строившихся в России в конце XVIII века на старых Петровских верфях. Находились в русском флоте в 1771—1789 годах.

## Предыстория
18 (29) ноября 1768 года, после начала очередной войны с Турцией, русским правительством было принято решение построить на Дону флотилию. Эта задача была поручена контр-адмиралу Алексею Наумовичу Сенявину.
Программа строительства «новоизобретенных кораблей» была утверждена 22 января 1769 года.
Работы начались на старых верфях в Таврове, Павловске, на Икорце и на Хопре. Следовало выбрать тип судов, которые бы были пригодны к ведению войны в местных условиях. Большие корабли испытывали затруднения с прохождением мелководного устья Дона, а мелкие суда были неэффективны в военном отношении. В этих условиях Адмиралтейств-коллегия предложила разработать новый тип парусно-гребных судов, вооружённых 12—16 орудиями калибра 6—12 фунтов. Эти суда получили название новоизобретённых, поскольку размерами и конструкцией не походили на строившиеся ранее суда.

## Типы кораблей
Предложения Адмиралтейств-коллегии предусматривали постройку четырёх типов кораблей.
Первый тип был представлен единственным кораблём — трёхмачтовым «Хотином», имевшим длину 31,8 м, ширину 8,25 м и осадку при полной нагрузке 2,75 м. Его вооружение составляло 16 12-фунтовых пушек, экипаж — 157 человек.
Во второй тип вошли семь двухмачтовых кораблей: «Азов», «Таганрог», «Новопавловск», «Корон», «Журжа», «Модон» и «Морея».
Третий тип включал 2 бомбардирских корабля.
Четвёртый тип включал двухмачтовый транспорт, предназначенный для подвоза провианта и оказания помощи в проводке кораблей через мели. Планировалось построить два таких судна, однако одно было переделано в бомбардирский корабль.
Строителем всех кораблей являлся Иван Иванович Афанасьев, в разработке их проектов участвовали Иван Ямес и Василий Селянинов.

## Мореходные качества
Новоизобретённые корабли были практически плоскодонными и со своей осадкой, не превышавшей трёх метров, хорошо проходили мелководный бар Дона. Они хорошо зарекомендовали себя в Азовском море, в условиях прибрежного плавания. Однако на волнении они имели плохую остойчивость и низкую мореходность, уступая в открытом море турецким кораблям и фрегатам.
Новоизобретённые корабли составляли главную корабельную силу Азовской военной флотилии и сыграли большую роль в её успешных действиях на Чёрном и Азовском морях и в Керченском проливе во время русско-турецкой войны 1768-1774 годов начиная с кампании 1771 года.